# Vandemere
Vandemere és una població dels Estats Units a l'estat de Carolina del Nord. Segons el cens del 2000 tenia 289 habitants.

## Demografia
Segons el cens del 2000, Vandemere tenia 289 habitants, 123 habitatges i 78 famílies. La densitat de població era de 74,4 habitants per km².
Dels 123 habitatges en un 21,1% hi vivien nens de menys de 18 anys, en un 41,5% hi vivien parelles casades, en un 17,9% dones solteres, i en un 35,8% no eren unitats familiars. En el 35,8% dels habitatges hi vivien persones soles el 14,6% de les quals corresponia a persones de 65 anys o més que vivien soles. El nombre mitjà de persones vivint en cada habitatge era de 2,35 i el nombre mitjà de persones que vivien en cada família era de 3,05.
Per edats la població es repartia de la següent manera: un 21,5% tenia menys de 18 anys, un 7,3% entre 18 i 24, un 21,5% entre 25 i 44, un 29,1% de 45 a 60 i un 20,8% 65 anys o més.
L'edat mediana era de 45 anys. Per cada 100 dones de 18 o més anys hi havia 76 homes.
La renda mediana per habitatge era de 32.917 $ i la renda mediana per família de 40.556 $. Els homes tenien una renda mediana de 26.250 $ mentre que les dones 19.250 $. La renda per capita de la població era de 13.570 $. Entorn de l'11,6% de les famílies i el 21,6% de la població estaven per davall del llindar de pobresa.

## Poblacions properes
El següent diagrama mostra les poblacions més properes.